# Clementino (Rapper)

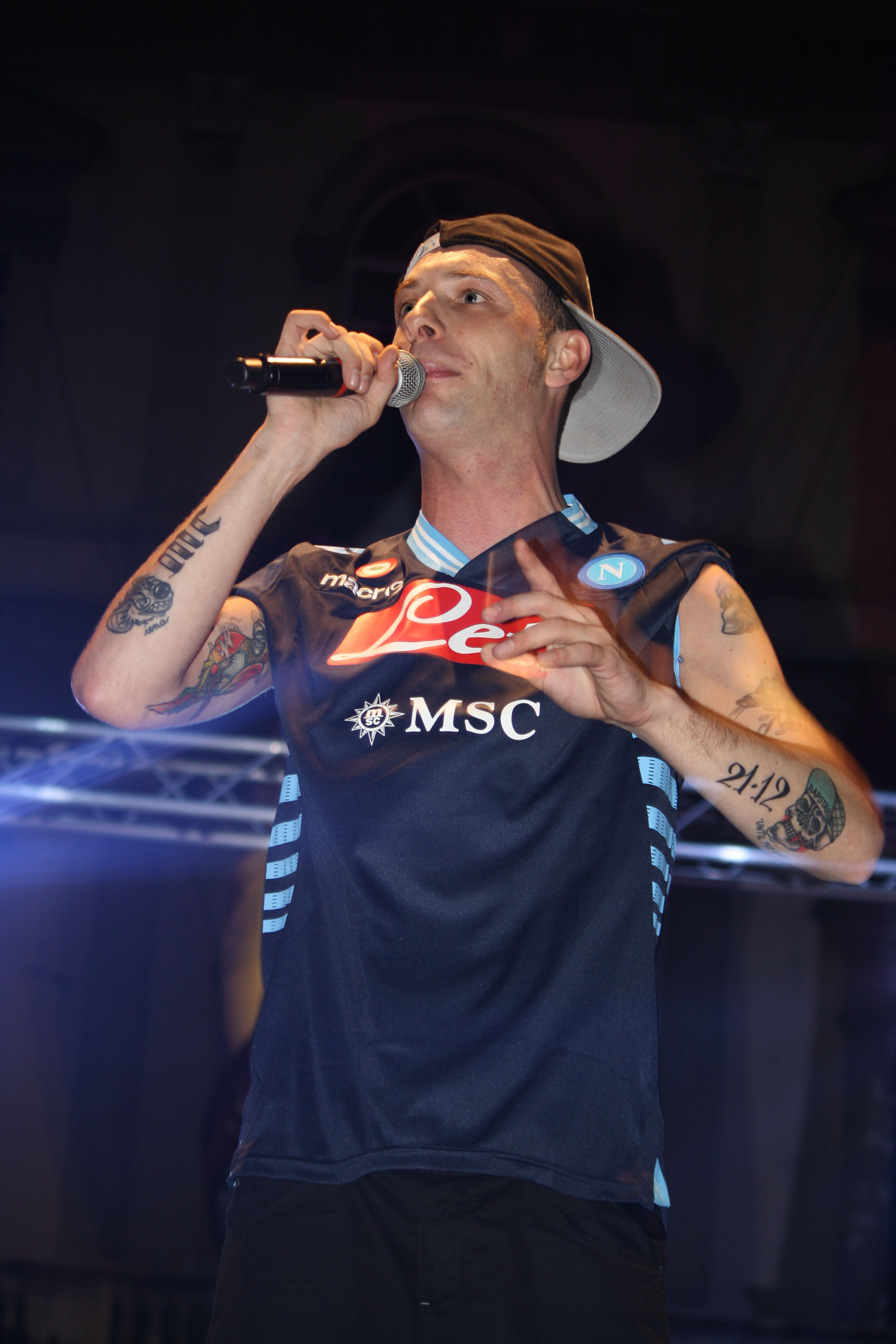
Clementino (2013)

Clementino (* 21. Dezember 1982 in Avellino als Clemente Maccaro), auch bekannt als Iena White, ist ein italienischer Rapper.

## Werdegang
Clementino begann seine Tätigkeit als Rapper 1996. In der italienischen Hip-Hop-Szene machte er sich in der Folge mit erfolgreichen Teilnahmen an Freestyle-Wettbewerben einen Namen. Mit Napolimanicomio veröffentlichte er 2006 sein erstes Album, dem er eine Tournee und eine Reihe von Zusammenarbeiten mit anderen italienischen Rappern folgen ließ. Das zweite Album I.E.N.A. erschien 2011. Anfang 2012 begann Clementino ein Projekt mit Fabri Fibra, das unter dem Namen Rapstar ein Album und zwei Singles veröffentlichte. Damit gelang Clementino erstmals der Einstieg in die Charts.
Anfang 2013 veröffentlichte der Rapper ein weiteres Kollaboalbum, diesmal zusammen mit Dope One und dem Beatmaker O’ Luwong. Für sein im selben Jahr erscheinendes drittes Soloalbum Mea culpa arbeitete Clementino (wie schon im Projekt Rapstar) mit dem Major-Label Universal zusammen. Das Album brachte ihn nun auch solo in die Charts, auch die Single ’O vient war ein Erfolg. Mit dem 2015 erschienenen Album Miracolo! gelang Clementino schließlich ein Nummer-eins-Erfolg. Ende des Jahres veröffentlichte er das autobiographische Buch La profezia di Clementino.
Der Rapper nahm am Sanremo-Festival 2016 teil, wo er den siebten Platz erreichte. Schon im folgenden Jahr kehrte er nach Sanremo zurück.

## Diskografie

### Alben
| Jahr | Titel                  | Höchstplatzierung, Gesamtwochen, AuszeichnungChartsChartplatzierungen (Jahr, Titel, Platzierungen, Wochen, Auszeichnungen, Anmerkungen) | Anmerkungen                                                        |
| Jahr | Titel                  | IT | Anmerkungen                                                        |
| ---- | ---------------------- | --- | ------------------------------------------------------------------ |
| 2012 | Non è gratis           | IT7 (10 Wo.)IT | Erstveröffentlichung: 31. Januar 2012 als Rapstar, mit Fabri Fibra |
| 2013 | Mea culpa              | IT4 Gold · (30 Wo.)IT | Erstveröffentlichung: 28. Mai 2013 Verkäufe: + 25.000              |
| 2015 | Miracolo!              | IT1 Gold · (21 Wo.)IT | Erstveröffentlichung: 28. April 2015 Verkäufe: + 25.000            |
| 2016 | Miracolo! Ultimo Round | IT7 (10 Wo.)IT |                                                                    |
| 2017 | Vulcano                | IT3 (8 Wo.)IT | Erstveröffentlichung: 24. März 2017                                |
| 2019 | Tarantelle             | IT3 (16 Wo.)IT | Erstveröffentlichung: 3. Mai 2019                                  |
| 2022 | Black Pulcinella       | IT7 (5 Wo.)IT | Erstveröffentlichung: 29. April 2022                               |
| 2025 | Grande anima           | IT44 (… Wo.)IT | Erstveröffentlichung: 25. Juli 2025                                |

Weitere Alben
- 2006: Napolimanicomio
- 2011: I.E.N.A.
- 2013: Armageddon (mit Dope One & O’ Luwong)

### Singles
| Jahr | Titel Album                                | Höchstplatzierung, Gesamtwochen, AuszeichnungChartsChartplatzierungen (Jahr, Titel, Album, Platzierungen, Wochen, Auszeichnungen, Anmerkungen) | Anmerkungen                                                                                 |
| Jahr | Titel Album                                | IT | Anmerkungen                                                                                 |
| --- | ------------------------------------------ | --- | ------------------------------------------------------------------------------------------- |
| 2013 | ’O vient Mea culpa                         | IT33 Gold · (11 Wo.)IT | Erstveröffentlichung: 3. Mai 2013 Verkäufe: + 15.000                                        |
| 2016 | Quando sono lontano Miracolo! Ultimo Round | IT10 Platin · (10 Wo.)IT | Erstveröffentlichung: 11. Februar 2016 Beitrag zum Sanremo-Festival 2016 Verkäufe: + 50.000 |
| 2016 | Don Raffaè Miracolo! Ultimo Round          | IT90 (1 Wo.)IT | Erstveröffentlichung: 11. Februar 2016 Coverversion; Original von Fabrizio De André         |
| 2017 | Ragazzi fuori Vulcano                      | IT60 (1 Wo.)IT | Erstveröffentlichung: 7. Februar 2017 Beitrag zum Sanremo-Festival 2017                     |
| 2019 | Gandhi Tarantelle                          | IT90 (1 Wo.)IT | Erstveröffentlichung: 8. März 2019                                                          |
| 2019 | Hola! Tarantelle                           | IT52 (2 Wo.)IT | Erstveröffentlichung: 12. April 2019 feat. Nayt                                             |
| Folgende Lieder erschienen nicht als Single, wurden aber durch das Album zum Download und Streaming bereitgestellt und konnten somit eine Platzierung erlangen: |                                            | |                                                                                             |
| |                                            | |                                                                                             |
| 2019 | Alleluia Tarantelle                        | IT73 (1 Wo.)IT | feat. Gemitaiz                                                                              |

Weitere Singles
- 2013: Il re lucertola (feat. Il Cile)
- 2013: Fratello (feat. Jovanotti)
- 2014: Buenos Aires/Napoli (feat. Negrita)
- 2014: Giungla (feat. Rocco Hunt)
- 2015: Luna (IT: Gold [25.000+])[5]
- 2015: Sotto le stelle
- 2015: Cos cos cos (IT: Platin [50.000+])[5]
- 2017: La cosa più bella che ho (IT: Gold [25.000+])[5]
- 2023: Guardando la luna (IT: Gold [50.000+])[5]

### Gastbeiträge
| Jahr | Titel Album                                      | Höchstplatzierung, Gesamtwochen, AuszeichnungChartsChartplatzierungen (Jahr, Titel, Album, Platzierungen, Wochen, Auszeichnungen, Anmerkungen) | Anmerkungen |
| Jahr | Titel Album                                      | IT | Anmerkungen |
| --- | ------------------------------------------------ | --- | --- |
| 2018 | Ammò Pour l’amour                                | IT59 (1 Wo.)IT | Erstveröffentlichung: 8. Juni 2018 Achille Lauro & Boss Doms feat. Clementino & Rocco Hunt                                                    |
| Folgende Lieder erschienen nicht als Single, wurden aber durch das Album zum Download und Streaming bereitgestellt und konnten somit eine Platzierung erlangen: |                                                  | | |
| |                                                  | | |
| 2013 | Quei bravi ragazzi Bravo ragazzo (Royal Edition) | IT33 (2 Wo.)IT | Guè Pequeno feat. Clementino |
| 2020 | Buongiorno                                       | IT44 Gold · (4 Wo.)IT | Verkäufe: + 35.000; Gigi D’Alessio feat. Vale Lambo, MV Killa, LDA, Franco Ricciardi, Lele Blade, Enzo Dong, Clementino, Geolier, Samurai Jay |

## Bibliografie
- Clementino: La profezia di Clementino. Rizzoli, Mailand 2015, ISBN 978-88-17-08108-5.

## Belege
1. ↑  La profezia di Clementino. RCS MediaGroup, abgerufen am 7. Februar 2016 (italienisch).
2. ↑  Elena Masuelli: Festival di Sanremo 2017, big e giovani: ecco tutti i cantanti in gara. In: LaStampa.it. 12. Dezember 2016, abgerufen am 13. Dezember 2016 (italienisch).
3. ↑  Alben von Clementino. In: Italiancharts.com. Hung Medien, abgerufen am 20. Februar 2024.
4. ↑  Alben von Rapstar. In: Italiancharts.com. Hung Medien, abgerufen am 20. Februar 2024.
5. 1 2 3 4 5 6 7 8 9  Clementino, certificazioni (album). FIMI, abgerufen am 20. Februar 2024 (italienisch).
6. 1 2  Archivio classifiche Singoli. FIMI, abgerufen am 20. Februar 2024 (italienisch).

| Personendaten    | Personendaten                                                  |
| ---------------- | -------------------------------------------------------------- |
| NAME             | Clementino                                                     |
| ALTERNATIVNAMEN  | Maccaro, Clemente (wirklicher Name); Iena White (Künstlername) |
| KURZBESCHREIBUNG | italienischer Rapper                                           |
| GEBURTSDATUM     | 21. Dezember 1982                                              |
| GEBURTSORT       | Avellino                                                       |